# Cântecul Libelungilor
„Cântecul Libelungilor” este o povestire științifico-fantastică scrisă de autorul român Mihail Grămescu în 1980. A apărut și în Almanah Anticipația 1985 (din 1984, editat de revista Știință & Tehnică) și în colecțiile de povestiri O planetă numită anticipație (Editura Junimea, 1985), În căutarea Atlantidei (Editura Hyperion, 1990), Antologia science-fiction Nemira '94  și Săritorii în gol (Editura Nemira, 1994).
Titlul este inspirat de epopeea Cântecul Nibelungilor.

## Povestea
Swan și cu un bătrân al cărui nume nu-l cunoștea stăteau în preajma Pustiei plină de cenușă metaliferă. Acțiunea are loc într-o lume apocaliptică post-nucleară în care oamenii sunt deformați și cu numeroase boli și plăgi. Bătrânul îi spune că după Marele Dezastru a trecut peste lume Primul Val al Libelungilor, mutanți metalici, dar că el i-a văzut doar o singură dată în viața sa.
Noaptea începe o ploaie puternică. Apoi în mocirla radioactivă observă un soi de viermi mici, metalici. Spre zori, din viermii aceia care se măriseră, ieșeau un fel de mânuțe rozalii de copil. Bătrânul îi spune cu groază că sunt Libelungii, iar tânărul începe să-i zdrobească inutil cu piciorul. Ei alertează toți oamenii care vin spre seară și încep să omoare cu tot ce aveau larvele care începeau să semene cu niște tineri frumoși și perfecți care dorm. Apoi se trezeau cu ochii închiși și începeau să se salute între ei, în timp ce oamenii, ființe schiloade și muribunde, îi omorau inutil de pe margine. Inutil pentru că deși omorau mulți Libelungi asta nu reprezenta decât un mic procent din numărul lor total. Ființele umane, hidoase din cauza radiațiilor încercau să distrugă aceste apariții minunate, perfecte, metalice, încât cineva străin, din afara problemei, ar fi considerat că masacrul era îndreptat contra perfecțiunii și nu că acele brute hidoase care ucideau erau cauza justă.
Libelungii își urmau metamorfoza lor, zburătoare metalice cu ochii închiși, dar muți, fără să aibă nicio reacție contra măcelului. Bătrânul avertizează oamenii că nu trebuie lăsați să zboare, iar după ce aceștia se ridică în zbor, le spune să nu-i lase să coboare și mai important ca orice să nu-i lase să ajungă la Ocean. Dar în șoaptă îi spune lui Swan că sunt foarte mulți și oricât ar omorî din ei, oamenii nu mai au nicio șansă.
Între timp o femeie și cu copilul ei plini de plăgi omoară un Libelung cu aripi fluorescente care coborâse din cer pentru a-i alina, dar ei nu știau acest lucru.  Începuse masacrul între oameni înaintea valurilor de Libelungi zburători inofensivi. Oamenii omorau copii și violau femeile, iar bărbații care nu voiau să se alăture hoardelor călare erau spânzurați. Iar după ei veneau în zbor Libelungii perfecți care nu aveau voie să se așeze pe pământ. 
Metamorfoza Libelungilor era aproape completă, nu mai erau ființele suave din Pustie, acum se apropiau de Ocean și trupul de carapace solidă de aluminiu și titan din care erau creați era indestructibil. Aripile sclipeau pe cer, miliarde din ei erau morți sub soarele roșu, miliarde își continuau zborul.
Și atunci bătrânul a înțeles: Libelungii zburaseră pe plaja unde Oceanul bate în zidurile Cetății Eterne pentru a-și cânta cântecul lor, Cântecul Libelungilor.

## Vezi și
- 1980 în literatură